# Club Esportiu Constància d'Inca
El Club Esportiu Constància d'Inca és el club de futbol més representatiu de la ciutat d'Inca (Mallorca). Va ser fundat l'any 1922 i es coneix principalment pel seu primer equip masculí, que competeix actualment a Tercera Federació - Grup XI. El seu primer equip femení juga a la Femenina Autonòmica i el seu primer equip juvenil masculí participa en la Divisió d'Honor. A més, té un futbol base amb dotzenes d'equips.
El Constància ha militat 11 temporades a Segona Divisió durant el segle XX, convertint-se en el segon equip més exitós de les Illes Balears. A més, ha jugat més de seixanta temporades a Tercera Divisió, sent l'equip balear amb més aparicions en aquesta competició.
Disputa els seus partits al Nou Camp d'Inca, a la ciutat d'Inca, camp del club des de la seva inauguració l'any 1964. Amb una capacitat de 10.000 persones, és el segon estadi de futbol amb més capacitat de les Illes Balears.

## Història

### Evolució de nom
- Constancia Foot-ball Club (1922-1941)
- Club Deportivo Constancia (1941-2010)
- Club Esportiu Constància (2010-present)[5]

### Inicis de futbol a Inca
El primer equip de futbol d'Inca va ser el FC Inca (1910), la secció de futbol del Centro Recreativo a la mateixa ciutat, però aquest equip va cessar la seva activitat uns mesos després de fundar-se. Inca es trobava sense club durant molts anys seguits, cosa que va canviar l'any 1921 amb la fundació del FC Inquense, lligat al mateix centre recreatiu.

### Fundació del CE Constància (1922)
El Club Esportiu Constància es va fundar el 2 de desembre de 1922 com a secció filial de la societat de socors mutus del mateix nom. Inicialment, s'hi va haver una rivalitat entre el Constància i l'Inquense, però en superar el primer al segon, l'Inquense es va dissoldre i els seus jugadors es van incorporar en el Constància.
L'any 1924, el Constància va debutar al Campionat de Mallorca, on va anar cobrant molta d'importància en el panorama del futbol mallorquí. Mentrestant, el Constància es desenvolupà com un club de base principalment obrera, en tant que Inca era una població amb una quantitat important de fàbriques. A més, es va convertir en un símbol del futbol de la Part Forana, sent l'equip més potent fora de Palma.

### Anys 30. Creixement, títols i guerra
Els anys trenta, el Constància ja era el principal competidor de l'Alfons XIII (l'actual RCD Mallorca), cosa que va fer créixer la seva rivalitat, accentuada per la contraposició social dels aficionats d'una entitat i l'altra. Es va endur el Campionat de Balears de futbol una vegada (1935), i el de Mallorca tres vegades consecutives (1933, 1934 i 1935).
L'esclat de la Guerra Civil l'any 1936 va influir molt el desenvolupament del club. Segons investigacions recents, el Constància va ser un dels equips més represaliats d'Espanya i quatre dels seus jugadors van ser executats per les tropes franquistes. Durant la guerra, les competicions es van seguir jugant i el Constància es va proclamar campió del Campionat de Mallorca per quarta vegada la temporada 1938-39.

### Anys 40. Ascens a Segona i gairebé a Primera
En acabar la Guerra Civil el 1939, es van reestructurar les competicions de futbol a Espanya i el Constància va ser seleccionat per jugar a Segona Divisió pel seu campionat de la temporada anterior. Va baixar, però, l'any següent, i va tornar per la temporada 1941-42. El Constància va mantenir la categoria durant quatre anys consecutius, i és especialment destacable la temporada 1943-44, on va finalitzar la temporada regular en el tercer lloc i va quedar a un partit de la Primera Divisió. La temporada següent, la 1944-45, es va jugar la permanència en un enfrontament directe amb el seu principal rival, el CD Mallorca, i el partit es resolgué favorablement al Mallorca després d'un polèmic arbitratge d'Agustí Cruellas, recordat a Inca durant dècades, i va haver de jugar una promoció per a romandre a Segona Divisió, la qual va perdre i, així, va descendir a Tercera Divisió.

### Anys 50. Tocant fons
Després del descens a Tercera Divisió el 1945, el Constància no va aconseguir recuperar la categoria perduda i fins i tot va haver de cessar la seva activitat temporalment durant la temporada 1951-52 després d'una greu crisi institucional i econòmica. Va baixar a categories regionals, però va recuperar la tercera categoria uns anys després.

### Anys 60. Últims anys a Segona
Després d'una gran temporada, el Constància va pujar per tercer cop a Segona Divisió l'any 1962. Tot i romandre més temporades consecutives a la segona categoria estatal que durant els anys 40, les sis temporades entre el 1962 i el 1968 va obtenir classificacions més decebedores. La temporada 1967-68 seria l'última de les onze temporades del Constància a Segona. També als anys 60, concretament el 29 d'agost de 1965, el Constància va inaugurar el Nou Camp d'Inca.

### Resta delseglexx. Enfonsar i consolidar-se a Tercera
El descens del 1968 va causar una nova crisi dins el club, que va acabar amb un descens successiu, aquest cop a les categories regionals. El Constància va tardar cinc anys a recuperar la Tercera Divisió, una categoria que no deixaria gairebé mai més.
També es va perdre definitivament la rivalitat amb el RCD Mallorca després de baixar a Tercera per la falta d'enfrontaments directes i la distància geogràfica.
Durant la resta del segle xx, el Constància va jugar totes les temporades a Tercera Divisió, excepte una temporada a Segona Divisió B (1987-88) i dues temporades a Regional Preferent (1990-92).

### Segle XXI. Un nou ascens i el centenari
La dinàmica de les dècades finals del segle XX no van canviar durant les primeres dècades del segle XXI. El Constància només ha acumulat temporades a Tercera Divisió (fins al 2021) i Tercera Federació (des del 2021), excepte una estança de dues temporades a Segona Divisió B (la 2012-13 i la 2013-14), les seves últimes temporades fora de l'actual quinta categoria del futbol estatal.
El 2022, l'any de les celebracions del centenari del naixement del club, el Constància va ser distingit amb la Medalla d'Honor i Gratitud de l'Illa de Mallorca, concedida pel Consell Insular de Mallorca. A més, es varen dissenyar un escut i una samarreta pel centenari.

## Símbols

### Escut
L'escut del Constància ha sigut a grans trets el mateix des del primer escut de l'any 1924. Consisteix d'un arc i una pilota per davant de la part central, la qual consisteix d'una part alta amb els colors del club (blanc i negre) i el seu nom, i una part baixa amb la senyera, símbol representatiu de Mallorca, i un gos negre sobre un fons blanc. Fins al 2013, el gos era or i el fons blau, una representació més assemblant a l'escut de la ciutat d'Inca.

### Colors
Els colors del Constància sempre han sigut blanc i negre. No hi ha constància del motiu per què s'han escollit aquests colors l'any 1922.
| 1922-1993 | 1993-2017 | 2017-present |

### Himne
L'himne del Constància va ser compost per Los Folux, amb la lletra en castellà escrita per Biel Perelló i L'amo Joan Matas des Forn. La lletra és la següent:
| En el Constància reina siempre la alegría En el Constància siempre reina el buen humor No cambiaremos de carácter ningún día Aunque nos metan un millón Alirón, alirón, el Constància es el mejor La jugada es colosal Siendo el gol bien recibido Y el público grita unido ¡Viva el Constància Triunfal! | Alirón, alirón, el Constància es el mejor Constància, bien Constància, bien, bien, bien Alirón, alirón, el Constància es el mejor |

La lletra traduïda a català és la següent:
| Al Constància regna sempre l'alegria Al Constància sempre regne el bon humor Mai no canviarem de caràcter cap dia Encara que ens fiquin un milió Som-hi, som-hi, el Constància és el millor La jugada és colossal Sent el gol ben rebut I el públic crida unit Visca el Constància triomfal! | Som-hi, som-hi, el Constància és el millor Constància, bé Constància, bé, bé, bé Som-hi, som-hi, el Constància és el millor |

## Estadi

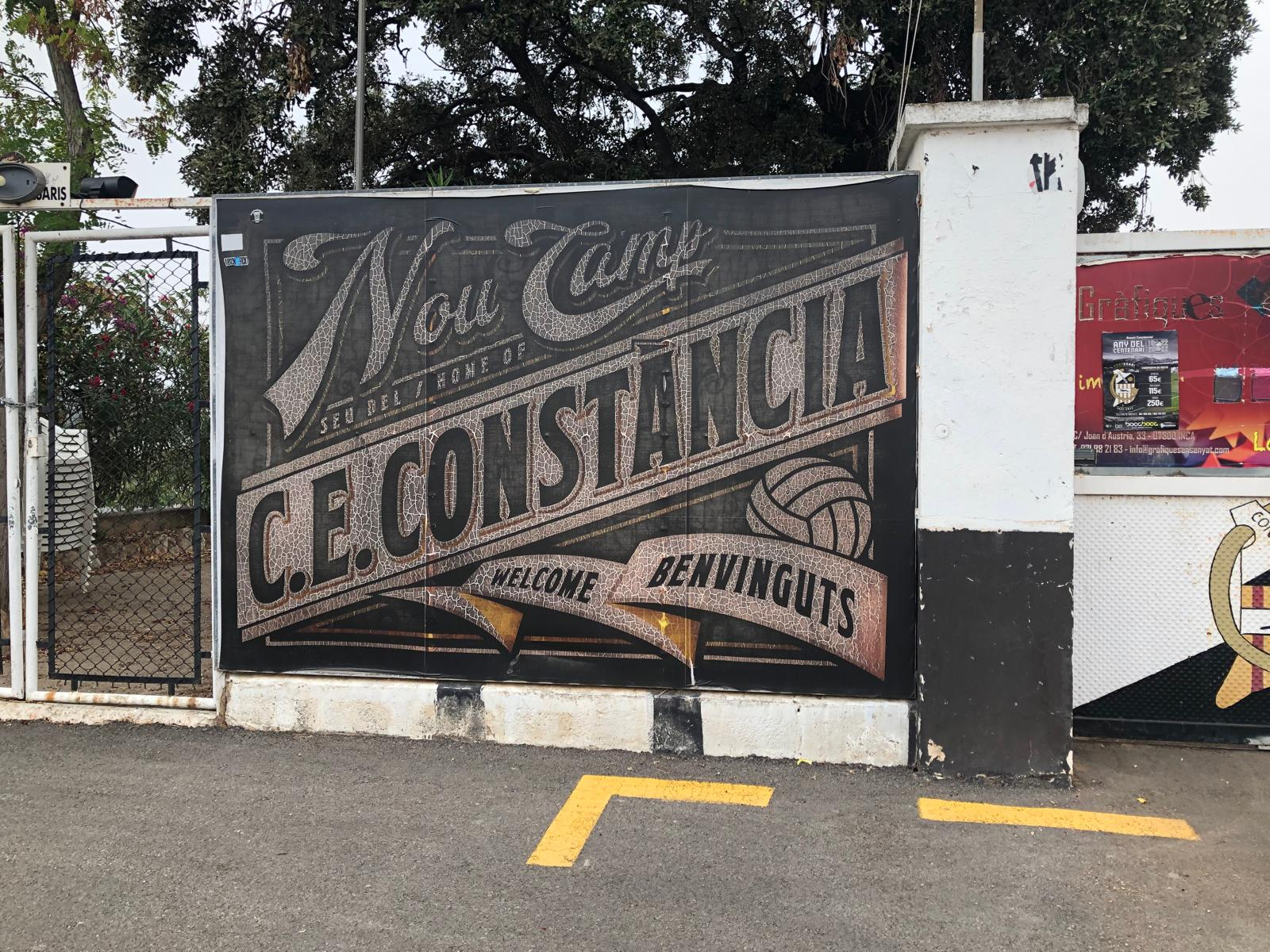
Porta d'entrada del Nou Camp d'Inca

### Nou Camp d'Inca
El Constància juga els partits com a titular al Nou Camp d'Inca, que té una capacitat de 10.000 espectadors i és de gespa natural. Va ser inaugurat el 29 d'agost de 1965. És el camp de futbol amb més capacitat de les Illes Balears després de l'Estadi de Son Moix.

### Camps històrics
El Constància havia jugat en diversos camps abans de mudar-se al Nou Camp d'Inca. El primer va ser el Camp des Blanquer, estrenat el 1923. El 1929 va estrenar el Camp des Cós, el qual va haver de subhastar per mor de la crisi que el club patí.

## Presidents
Durant la seva història, el Constància ha tingut, com a mínim, 35 presidents.
| President               | Període | President                  | Període      |
| ----------------------- | ------- | -------------------------- | ------------ |
| Miguel Beltrán Planas   | 1922-25 | Juan Amer Llobera          | 1969-73      |
| Bartomeu Payeras Ferrer | 1922-25 | Jaume Moyer Martorell      | 1973-77      |
| Lorenzo Marqués Ramis   | 1922-25 | Andreu Pol Bonín           | 1977-79      |
| Pere Siquier Martí      | 1939-42 | Jordi Cerdà Borràs         | 1979-86      |
| Bartomeu Fluxà Mut      | 1939-42 | José García Cerdà          | 1986-90      |
| Andrés Mateu Pericàs    | 1939-42 | Manuel García Alba         | 1990-91      |
| Rafel Ramis             | 1939-42 | Àngel García Bonafè        | 1991-95      |
| Luis Aguacil Montis     | 1939-42 | Miquel Llompart Mora       | 1995-98      |
| Miguel Guasp Ferrer     | 1939-42 | Andreu Sacares Genestra    | 1998-99      |
| Andreu Bestard Oliver   | 1952-55 | Antonio Martorell Llompart | 1999-2001    |
| Pere Prast Janer        | 1955-56 | Jorge Guirado Martínez     | 2001-11      |
| Antoni Prats Balaguer   | 1956-57 | Antonio Ramis Martínez     | 2011-14      |
| Antoni Benàssar Rolando | 1960-63 | Gabriel Burguera Canals    | 2014-16      |
| Antoni Ferrari Campaner | 1963-66 | Andreu Gili Biscaí         | 2016-17      |
| Miquel Sastre Terrasa   | 1966-67 | Rafel Palou Amer           | 2017-23      |
| Mateu Pieras Balle      | 1967-68 | Valeria Bouzada            | 2023-present |
| P. Siquier              | 1968-69 |                            |              |
| A. Melis                | 1968-69 |                            |              |
| T. Vaquer               | 1968-69 |                            |              |

## Dades del Club

### Temporades
- Temporades a Segona Divisió (11): 1939-40, 1941-42 a 1944-45, 1962-63 a 1967-68
- Temporades a Segona Divisió B (3): 1987-88, 2012-13 i 2013-14
- Temporades a Tercera Divisió (58): 1940-41, 1945-46 a 1950-51, 1953-54 a 1961-62, 1968-69, 1974-75 a 1986-87, 1988-89 a 1989-90, 1992-93 a 2011-12, 2015-16 a 2020-21
- Temporades a Tercera Federació (4): 2021-22 a 2024-25
- Temporades a Regional Preferent (4): 1972-73 a 1973-74, 1990-91 a 1991-92
- Temporades a Primera Regional (5): 1951-52 a 1952-53 i 1969-70 a 1971-72
- Millor classificació a la lliga: 3r (Segona Divisió, temporada 1943-44)

### Classificacions a la Lliga espanyola
El Constància ha participat a un total de 76 temporades a categories estatals: 11 a Segona divisió, tres a Segona divisió B, 58 a Tercera divisió i 4 a Tercera Federació, a més d'un total de nou temporades a categories regionals sota diverses denominacions.
| - 1939-40: 2a Divisió (5è) - 1940-41: 3a Divisió (1r) - 1941-42: 2a Divisió (4t) - 1942-43: 2a Divisió (3r) - 1943-44: 2a Divisió (3r) - 1944-45: 2a Divisió (12è) - 1945-46: 3a Divisió (2n) - 1946-47: 3a Divisió (5è) - 1947-48: 3a Divisió (6è) - 1948-49: 3a Divisió (7è) - 1949-50: 3a Divisió (15è) - 1950-51: 3a Divisió (14è) - 1951-52: 1a Regional -- (a) - 1952-53: 1a Regional (1r) - 1953-54: 3a Divisió (9è) - 1954-55: 3a Divisió (2n) - 1955-56: 3a Divisió (8è) - 1956-57: 3a Divisió (5è) - 1957-58: 3a Divisió (3r) - 1958-59: 3a Divisió (2n) - 1959-60: 3a Divisió (9è) - 1960-61: 3a Divisió (2n) - 1961-62: 3a Divisió (1r) | - 1962-63: 2a Divisió (12è) - 1963-64: 2a Divisió (10è) - 1964-65: 2a Divisió (13è) - 1965-66: 2a Divisió (13è) - 1966-67: 2a Divisió (14è) - 1967-68: 2a Divisió (16è) - 1968-69: 3a Divisió (17è) - 1969-70: 1a Regional (3r) - 1970-71: 1a Regional (4t) - 1971-72: 1a Regional (1r) - 1972-73: Reg. Preferent (9è) - 1973-74: Reg. Preferent (2n) - 1974-75: 3a Divisió (3r) - 1975-76: 3a Divisió (10è) - 1976-77: 3a Divisió (15è) - 1977-78: 3a Divisió (12è) - 1978-79: 3a Divisió (11è) - 1979-80: 3a Divisió (4t) - 1980-81: 3a Divisió (2n) - 1981-82: 3a Divisió (2n) - 1982-83: 3a Divisió (1r) - 1983-84: 3a Divisió (1r) - 1984-85: 3a Divisió (8è) | - 1985-86: 3a Divisió (5è) - 1986-87: 3a Divisió (4t) - 1987-88: 2a Divisió B (17è) - 1988-89: 3a Divisió (8è) - 1989-90: 3a Divisió (17è) - 1990-91: Reg. Preferent (7è) - 1991-92: Reg. Preferent (3r) - 1992-93: 3a Divisió (15è) - 1993-94: 3a Divisió (8è) - 1994-95: 3a Divisió (11è) - 1995-96: 3a Divisió (5è) - 1996-97: 3a Divisió (1r) - 1997-98: 3a Divisió (2n) - 1998-99: 3a Divisió (1r) - 1999-00: 3a Divisió (2n) - 2000-01: 3a Divisió (5è) - 2001-02: 3a Divisió (3r) - 2002-03: 3a Divisió (2n) - 2003-04: 3a Divisió (6è) - 2004-05: 3a Divisió (1r) - 2005-06: 3a Divisió (13è) - 2006-07: 3a Divisió (15è) - 2007-08: 3a Divisió (6è) | - 2008-09: 3a Divisió (10è) - 2009-10: 3a Divisió (3r) - 2010-11: 3a Divisió (3r) - 2011-12: 3a Divisió (1r) - 2012-13: 2a Divisió B (17è) - 2013-14: 2a Divisió B (19è) - 2014-15: 3a Divisió (5è) - 2015-16: 3a Divisió (4t) - 2016-17: 3a Divisió (8è) - 2017-18: 3a Divisió (8è) - 2018-19: 3a Divisió (10è) - 2019-20: 3a Divisió (8è) - 2020-21: 3a Divisió (3r) - 2021-22: 3a Federació (7è) - 2022-23: 3a Federació (6è) - 2023-24: 3a Federació (7è) - 2024-25: 3a Federació |

 - Campionat de Lliga 

 - Ascens 

 - Descens
(a) a la temporada 1951-52 l'equip havia estat descendit administrativament de Segona i sancionat sense poder competir per acumulació de deutes.

## Palmarès

### Tornejos estatals
- Tercera divisió (8): 1940-41, 1961-62, 1982-83, 1983-84, 1996-97, 1998-99, 2004-05, 2011-12
- Primera Regional (2): 1952-53, 1971-72

### Tornejos regionals
- Campionat de Mallorca (4): 1932-33, 1933-34, 1934-35, 1938-39

## Primer equip

### Plantilla 2024-25
Plantilla del primer equip masculí la 2024-25.
| N. | Pos. | Nac. | Jugador       |
| -- | ---- | --- | ------------- |
| 1  | POR  | [[Fitxer:Flag of the Balearic Islands.svg\|23x15px\|border \|alt=Illes Balears\|link=Selecció de futbol de les Illes Balears\|{{#if:\|]] | Pau Seguí     |
| 2  | DEF  | [[Fitxer:Flag of the Balearic Islands.svg\|23x15px\|border \|alt=Illes Balears\|link=Selecció de futbol de les Illes Balears\|{{#if:\|]] | Víctor Villas |
| 3  | DEF  | [[Fitxer:Flag of the Balearic Islands.svg\|23x15px\|border \|alt=Illes Balears\|link=Selecció de futbol de les Illes Balears\|{{#if:\|]] | Damià Ramos   |
| 4  | DEF  | [[Fitxer:Flag of the Balearic Islands.svg\|23x15px\|border \|alt=Illes Balears\|link=Selecció de futbol de les Illes Balears\|{{#if:\|]] | Mateo Garcías |
| 5  | DEF  | [[Fitxer:Flag of the Balearic Islands.svg\|23x15px\|border \|alt=Illes Balears\|link=Selecció de futbol de les Illes Balears\|{{#if:\|]] | Miquel Buades |
| 6  | DAV  | [[Fitxer:Flag of the Balearic Islands.svg\|23x15px\|border \|alt=Illes Balears\|link=Selecció de futbol de les Illes Balears\|{{#if:\|]] | Barto Horrach |
| 7  | DAV  | [[Fitxer:Flag of the Balearic Islands.svg\|23x15px\|border \|alt=Illes Balears\|link=Selecció de futbol de les Illes Balears\|{{#if:\|]] | Toni González |
| 8  | MIG  | [[Fitxer:Flag of the Balearic Islands.svg\|23x15px\|border \|alt=Illes Balears\|link=Selecció de futbol de les Illes Balears\|{{#if:\|]] | Jaume Estrany |
| 9  | DAV  | [[Fitxer:Flag of the Balearic Islands.svg\|23x15px\|border \|alt=Illes Balears\|link=Selecció de futbol de les Illes Balears\|{{#if:\|]] | Mateu Ferrer  |
| 10 | MIG  | [[Fitxer:Flag of the Balearic Islands.svg\|23x15px\|border \|alt=Illes Balears\|link=Selecció de futbol de les Illes Balears\|{{#if:\|]] | Nico Baleani  |
| 11 | DAV  | [[Fitxer:Flag of the Balearic Islands.svg\|23x15px\|border \|alt=Illes Balears\|link=Selecció de futbol de les Illes Balears\|{{#if:\|]] | Toni Quetglàs |

| N. | Pos. | Nac. | Jugador           |
| -- | ---- | --- | ----------------- |
| 13 | POR  | [[Fitxer:Flag of the Balearic Islands.svg\|23x15px\|border \|alt=Illes Balears\|link=Selecció de futbol de les Illes Balears\|{{#if:\|]] | Martín Fortes     |
| 14 | MIG  | [[Fitxer:Flag of Argentina.svg\|23x15px\|border \|alt=Argentina\|link=Selecció de futbol de l'Argentina\|{{#if:\|]]                      | Agustín Giaquinto |
| 15 | MIG  | [[Fitxer:Flag of Australia (converted).svg\|23x15px\|border \|alt=Austràlia\|link=Selecció de futbol d'Austràlia\|{{#if:\|]]             | Taye Jackson      |
| 16 | DAV  | [[Fitxer:Flag of the Balearic Islands.svg\|23x15px\|border \|alt=Illes Balears\|link=Selecció de futbol de les Illes Balears\|{{#if:\|]] | Lluís Triay       |
| 17 | DEF  | [[Fitxer:Flag of the Balearic Islands.svg\|23x15px\|border \|alt=Illes Balears\|link=Selecció de futbol de les Illes Balears\|{{#if:\|]] | Gori Julián       |
| 18 | DAV  | [[Fitxer:Flag of Argentina.svg\|23x15px\|border \|alt=Argentina\|link=Selecció de futbol de l'Argentina\|{{#if:\|]]                      | Iago Ibagaza      |
| 19 | DEF  | [[Fitxer:Flag of the Balearic Islands.svg\|23x15px\|border \|alt=Illes Balears\|link=Selecció de futbol de les Illes Balears\|{{#if:\|]] | Joan Gayà         |
| 20 | MIG  | [[Fitxer:Flag of the Balearic Islands.svg\|23x15px\|border \|alt=Illes Balears\|link=Selecció de futbol de les Illes Balears\|{{#if:\|]] | David Turmo       |
| 21 | MIG  | [[Fitxer:Flag of the Balearic Islands.svg\|23x15px\|border \|alt=Illes Balears\|link=Selecció de futbol de les Illes Balears\|{{#if:\|]] | Pau García        |
| 22 | MIG  | [[Fitxer:Flag of the Balearic Islands.svg\|23x15px\|border \|alt=Illes Balears\|link=Selecció de futbol de les Illes Balears\|{{#if:\|]] | Cristian Tello    |

## Jugadors destacats

### Internacionals amb les seves seleccions
- José Luis Riera (Espanya)
- Florencio Amarilla (Paraguai)
- Bartomeu Llompart (Espanya)
- Antoni Amengual (Espanya)
- Miguel Gual (Espanya)
- Gonzalo Beitia (Espanya)
- Faust Laguardia (Paraguai)

### Altres jugadors destacats
- Pep Biel

- Nicolás Baleani
- Joan Femenías